# Registrske tablice Moldavije
Registrske tablice neodvisne Moldavije so bile uvedene 30. novembra 1992.

## Trenutna različica (2015–)
Trenutna različica tablic, ki je stopila v veljavo 1. aprila 2015, sestoji iz šestih črnih znakov na belem ozadju: treh črk in treh števk. Na levi strani se nahaja modro polje z mednarodno oznako države MD, ki je širše kot običajno evropsko polje, namesto simbola 12 zvezdic pa vsebuje moldavsko zastavo. Uporabljena pisava je FE-Schrift, posebej zasnovana za otežitev prirejanja oznak. Na sredini tablice se nahaja hologram in prostor za nalepko tehničnega pregleda.  Nekatere kombinacije črk so prepovedane. Z uvedbo novih tablic se je njihova cena zvišala za okoli 40 %.
Običajne mere tablic so standardne evropske, 520 × 112 mm. Vozila, ki se jim te tablice ne prilegajo, in motorna kolesa dobijo dvovrstične tablice dimenzij 245 × 134 mm. Priklopniki lahko uporabljajo tablice standardne velikosti ali dimenzij 340 × 204 mm, za traktorje in druge stroje pa so na voljo tablice velikosti 250 × 204 mm. 

## Prejšnja različica (1992–2015)
Tablice, ki so se izdajale do leta 2015, so imele sedem znakov: dvočrkovno oznako pokrajine (razen za Kišinjev, katerega oznaka je bila zgolj črka C ali K), dve črki in tri števke, vse izpisane s pisavo DIN 1451 Mittelschrift. Črke in števke so se izdajale zaporedno in vsaka pokrajina je premogla okoli 700 000 kombinacij; potrebo po novi oznaki pokrajine je doživel le Kišinjev leta 2008.
Na levi strani se je nad oznako države MD nahajal grb Moldavije, ki je bil na prvih tablicah dodan v obliki nalepke, pri kasnejših pa ulit iz aluminija. Od 1. novembra 2011 dalje so se izdajale tablice z oznakami države na modrem ozadju, podobno kot na tablicah članic Evropske unije.
Leta 2014 je izdajanje tablic prevzelo državno podjetje "Registru"; prav tako je bila takrat ukinjena črka Q, saj je sistemi pogosto niso pravilno prepoznavali.
Za doplačilo so lastniki lahko po meri izbrali črke in številke, od leta 2011 dalje pa tudi zahtevali tablice s samo eno ali dvema namesto s tremi števkami.
Pri prvih moldavskih registrskih tablicah je bila avtomobilska oznaka države MLD, kar je oznaka Maldivov. Te tablice so se smatrale za neveljavne in vozilom s temi oznakami ni bilo dovoljeno prečkati državnih meja. Leta 1993 je bila napaka odpravljena in oznaka države spremenjena v MD.

### Oznake pokrajin
Registrske tablice, izdane do leta 2015, so se začele z eno ali dvema črkama, ki sta označevali mesto ali pokrajino, v kateri je bilo vozilo registrirano:
| Oznaka | Mesto ali pokrajina (Opombe)          |
| ------ | ------------------------------------- |
| AN     | Anenii Noi                            |
| BE     | Bender                                |
| BL     | Bălți                                 |
| BR     | Briceni                               |
| BS     | Basarabeasca                          |
| C      | Kišinjev (Chișinău)                   |
| CC     | Camenca                               |
| CG     | Ceadîr-Lunga (trenutno Gagavzija)     |
| CH     | Cahul                                 |
| CL     | Călărași                              |
| CM     | Cimișlia                              |
| CN     | Căinari (trenutno združeno s Căușeni) |
| CO     | Comrat (trenutno Gagavzija)           |
| CR     | Criuleni                              |
| CS     | Căușeni                               |
| CT     | Cantemir                              |
| DB     | Dubăsari                              |
| DN     | Dondușeni                             |
| DR     | Drochia                               |
| ED     | Edineț                                |
| FL     | Fălești                               |
| FR     | Florești                              |
| GE     | Gagavzija                             |
| GL     | Glodeni                               |
| GR     | Grigoriopol                           |
| HN     | Hîncești                              |
| IL     | Ialoveni                              |
| K      | Kišinjev                              |
| LV     | Leova                                 |
| NS     | Nisporeni                             |
| OC     | Ocnița                                |
| OR     | Orhei                                 |
| RB     | Rîbnița                               |
| RS     | Rîșcani                               |
| RZ     | Rezina                                |
| SD     | Șoldănești                            |
| SG     | Sîngerei                              |
| SL     | Slobozia                              |
| SR     | Soroca                                |
| ST     | Strășeni                              |
| SV     | Ștefan Vodă                           |
| TG     | Tighina                               |
| TL     | Telenești                             |
| TR     | Taraclia                              |
| TS     | Tiraspol                              |
| UN     | Ungheni                               |
| VL     | Vulcănești (trenutno Gagavzija)       |

## Posebne tablice
Tablice vozil javnega potniškega prometa imajo rumeno ozadje.
Tablice priklopnih vozil imajo številke in črke med seboj obrnjene. 

### Državne ustanove
Vozila državnih ustanov nosijo tablice s črkama RM ("Republika Moldavija"); sledi črka, ki označuje vejo oblasti (P za parlament, G za vlado, A za ministrstvo), in tri števke. Nižja kot je številka (npr. 001), višji je položaj lastnika. (Npr.: RM P 001, RM G 001, RM A 123.)
Predsednikov avtomobil nosi na zadnji strani tablico, ki vsebuje za oznako RM le štiri števke (RM 0001); sprednja tablica namesto registrske oznake prikazuje državno zastavo.

### Tuja predstavništva
Vozila diplomatskih predstavništev so označena s CC (konzularni funkcionar), CD (oseba z diplomatskim statusom), TC (osebje konzulata) ali TS (vozila, ki pripadajo veleposlaništvu, a jih ne uporabljajo zgolj njegove uradne osebe). Nadaljujejo se s številko, ki označuje veleposlaništvo, in eno ali dvema črkama (na tablicah CD običajno A ali AA pomeni veleposlanikov avtomobil). (Npr.: CD 111 A, CD 112 AA, TC 113 AA, TS 114 AA, CA 115 AA).
Tovrstne tablice vsebujejo modre znake na belem ozadju.

### Ministrstvo za notranje zadeve
Tablice vozil ministrstva za notranje zadeve (policije) sestojijo iz črk MAI in treh do štirih števk (npr. MAI 1234).

### Varnostna služba
Vozila državne varnostne službe (Serviciul de Protecție și Pază de Stat) nosijo oznako SP in tri števke (npr. SP 123).

### Vojska
Vojaška vozila so opremljena s tablicami, ki vsebujejo oznako FA (Forțele Armate – oborožene sile) in štiri števke (npr. FA 1234).

### Začasne registrske oznake
Začasne registrske tablice vsebujejo rdeče znake na belem ozadju. Na desni strani sta z manjšimi številkami označena mesec in leto veljavnosti.
- Vozila, začasno uvožena v državo, prejmejo tablice z oznako P in štirimi števkami (npr. P 1234).
- Vozila, ki bodo trajno izvožena iz države, so registrirana z oznako T in štirimi števkami (npr. T 1234).
- Vozila tujih prebivalcev (nediplomatskih) nosijo tablice z oznako H in štirimi števkami (npr. H 1234). Če ima oseba pravico do stalnega prebivališča v državi, mesec in leto poteka nista označena.[1]

### Nekdanje posebne oznake
- POL – policija
- PR – prometna policija
- MIC – oddelek karabinjerjev
- DG – nadzor državnih meja
- VM – carine
- PZ – začasne oznake

## Pridnestrje
Pridnestrska moldavska republika izdaja lastne registrske tablice. Sestavljene so iz sedmih znakov – črke, treh številk in še dveh črk – izpisanih v pisavi DIN 1451 Mittelschrift. Na levi strani se nahaja spremenjena oznaka države z belim ozadjem, ki vsebuje zastavo pridnestrske republike, na mestu mednarodne oznake države pa se nahaja holografska nalepka. Uporabljajo se le znaki, ki so skupni latinični in cirilični abecedi (A, B, C, E, H, K, M, P, T, X, Y).
Registrske oznake Pridnestrske republike so za Moldavijo nezakonite in jih moldavska policija občasno tudi zasega. Uradno so priznane kot veljavne le v Abhaziji, Belorusiji, Rusiji, Južni Osetiji in Ukrajini.
| Oznaka | Območje              | Oznaka | Območje  |
| ------ | -------------------- | ------ | -------- |
| А      | Bender               | К      | Kamenka  |
| В      | Grigoriopol          | Р      | Rîbnița  |
| Е      | Dubăsari             | С      | Slobozia |
| H      | Tiraspol samo mopedi | T      | Tiraspol |